# Boophis quasiboehmei
Espèce
Statut de conservation UICN

 NT  : Quasi menacé
Boophis quasiboehmei est une espèce d'amphibiens de la famille des Mantellidae.

## Répartition
Cette espèce est endémique de Madagascar. Elle a été découverte dans le parc national de Ranomafana à 966 m d'altitude.

## Description
Les mâles mesurent de 26,7 à 30,8 mm.

## Étymologie
Cette espèce est nommée en référence à sa ressemblance morphologique et bioacoustique avec Boophis boehmei.

## Publication originale
- Vences, Köhler, Crottini & Glaw, 2010 : High mitochondrial sequence divergence meets morphological and bioacoustic conservatism: Boophis quasiboehmei sp. n., a new cryptic treefrog species from south-eastern Madagascar. Bonn zoological Bulletin, vol. 57, no 2, p. 241-255 (texte intégral).